# Seminarul musulman din Medgidia

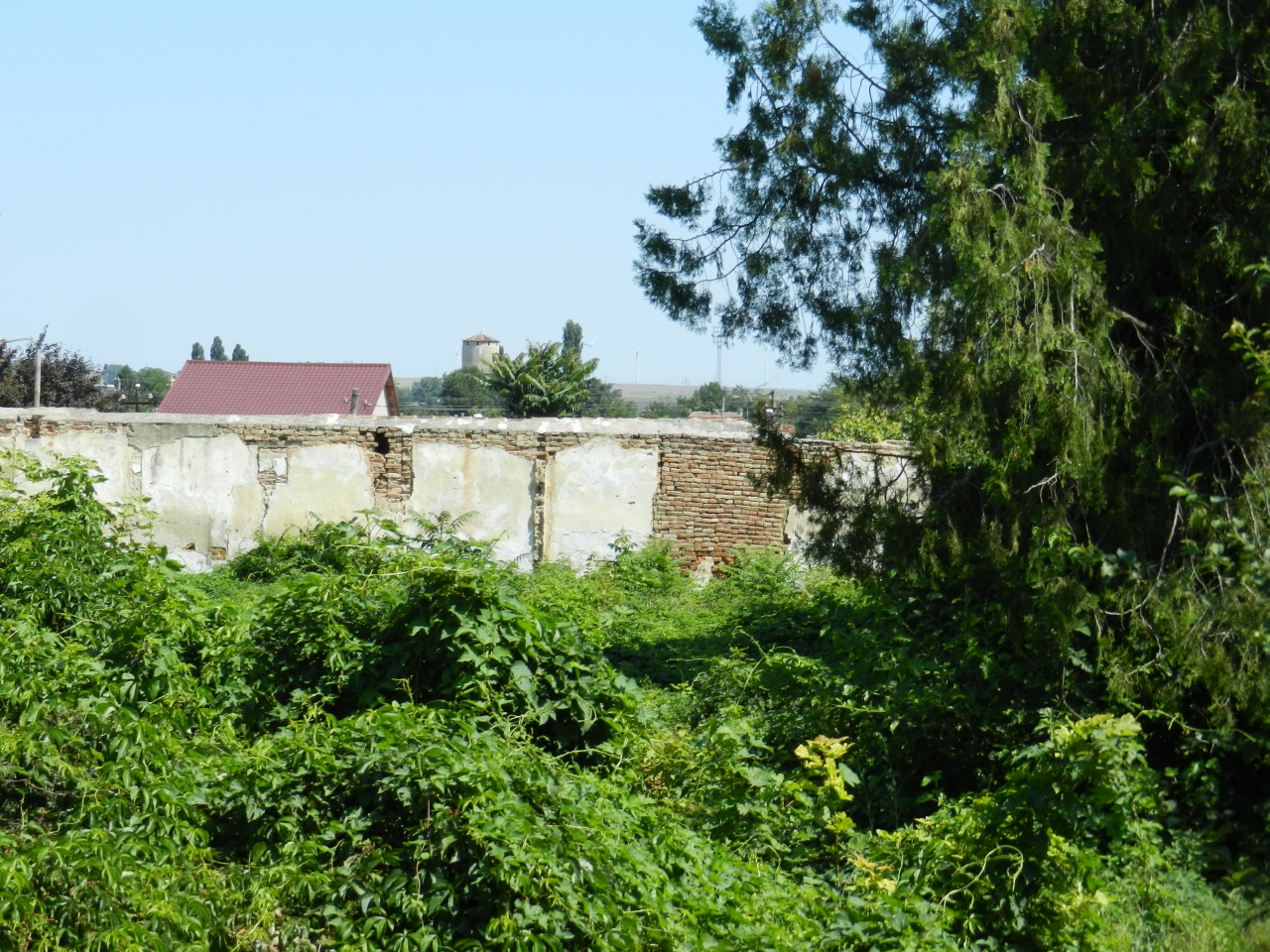
Resturile vechii clădiri a seminarului

Seminarul musulman din Medgidia a fost o instituție de învățământ care pregătea clericii musulmani pe teritoriul României.

## Istoric
Seminarul musulman a fost înființat în Babadag, în 1610, prin donația testamentară a comandantului militar din zonă, generalul Gazi Ali Pașa care a finanțat și construcția moscheii din Babadag, unde este înmormântat. Seminarul continuă activitatea celei mai vechi medrese⁠(en)[traduceți] din Dobrogea, aflată la Babadag și înființată în anul 1484, în timpul sultanului Baiazid al II-lea. Seminarul a funcționat sporadic până după Războiul de Independență al României, când Dobrogea a revenit României.
În 1880 Mihail Kogălniceanu se pronunța pentru admiterea ca limbi de studiu și a celor folosite de principalele minorități. Plecând de la acest principiu, autoritățile române au numit profesori, desemnați "hogi", care să-i învețe pe copii limba turcă, chiar și în școlile românești frecventate de copii musulmani. În programul Școlii normale de învățători și institutori din Constanța, creată în 1883, figura ca obligatoriu studiul limbilor turcă și bulgară. 
Ținând seama de existența fostului seminar din Babadag, Legea de organizare a Dobrogei din 9 martie 1889, art. 21, hotărăște: „Se va înființa în orașul Babadag un seminar musulman cu menirea de a forma capii moscheelor și a preda principiile religiunii musulmane. Această școală se va întreține de stat”.
Spiru Haret a mutat în  anul 1901 seminarul la Medgidia, într-o locație pusă la dispoziție în mod gratuit de comunitatea musulmană locală. Seminarul oferea ore de arabă și de interpretare a Coranului, pe lângă alte materii legate de educarea și păstrarea tradițiilor minorității turco-tătare. Absolvirea acestui seminar conferea dreptul de a fi numit în clerul musulman.
Odată cu instaurarea regimului socialist în România, acesta nu s-a mai implicat în sprijinirea minorităților. În 1967 Seminarul de la Medgidia, singura instituție care se ocupă cu învățarea limbi turce și citirii Coranului în arabă, cu pregătirea clerului pentru a deveni imami, a fost închis, sub motivul lipsei de candidați.
Vechea clădire a seminarului este clasată ca monument istoric, cod LMI CT-II-m-B-02910.

## Reînființarea seminarului musulman
După 1990, președintele României Ion Iliescu și președintele Turciei, Süleyman Demirel au semnat un protocol pentru reînființarea seminarului musulman și pentru reconstrucția complexului de clădiri ale fostului seminar musulman din Medgidia, prin care partea turcă se angaja să finanțeze complet această construcție.
În 1995, un alt protocol încheiat între statul roman și cel turc transforma seminarul musulman din Medgidia în Liceul pedagogic și teologic Mustafa Kemal Ataturk, finanțat de guvernul de la Ankara, liceu ce dispune de un internat. Din 2000-2001 liceul a devenit Colegiul Național „Kemal Atatürk”.